# Marion Township (comté de Buchanan, Missouri)
Pour les articles homonymes, voir Marion Township et Marion.
Marion Township est un township du comté de Buchanan dans le Missouri, aux États-Unis,. En 2000, sa population s'élève à 1 226 habitants. Le township est fondé en 1837.

## Source de la traduction
- (en) Cet article est partiellement ou en totalité issu de l’article de Wikipédia en anglais intitulé « Marion Township, Buchanan County, Missouri » (voir la liste des auteurs).